# Questa allegra gioventù
Let the sunshine in – Hiatari ryōkō! (陽あたり良好!?, Hiatari ryōkō!) è un manga di Mitsuru Adachi del 1980, dal quale è stato adattato un anime giapponese, prodotto da Group TAC e Toho, ed andato in onda dal 1987 al 1988 per 48 episodi. In Italia l'anime è conosciuto con il titolo Questa allegra gioventù.

## Trama
Marina (nell'originale Kasumi Kishimoto) è una ragazza che va a vivere presso la zia che gestisce una pensione. Tra gli altri ospiti vi sono tre suoi compagni di classe. Ed è con Ricky (Yusaku Takasugi nell'originale), nonostante un inizio burrascoso che Marina comincia ad avere un rapporto sempre più profondo, nonostante sia già fidanzata con un altro ragazzo.
Quando Ricky incontra per la prima volta il ragazzo di Marina, si rende conto che è la persona ideale per farla felice e questo lo fa desistere dal dichiararle il suo amore. Marina quindi si troverà di fronte ad una scelta tra i due ragazzi che via via che la storia prosegue diventerà sempre più complicata.

## Personaggi
Marina (in originale Kasumi Kishimoto)
è una ragazza molto bella, è fidanzata con un ragazzo più grande di lei ed è inizialmente convinta di amarlo moltissimo, ma si dovrà ricredere dopo aver incontrato Ricky. Inizialmente non va molto d’accordo con lui ma piano piano inizieranno a stringere un rapporto sempre più profondo. Alla fine si accorgerà di provare qualcosa per lui e dovrà decidere fra lui e il suo fidanzato Stefano. Il finale dell’anime è diverso da quello del manga, infatti il manga finisce con Ricky che dice che tiferà per se stesso e lotterà per Marina mentre nell’anime ad un certo punto la trama prende una piega diversa e Marina alla fine prenderà una decisione tra Ricky e il suo fidanzato.
Ricky (in originale Yusaku Takasugi)
è un ragazzo abbastanza introverso (molto più nell’anime che nel manga) ma comunque socievole, sempre gentile con tutti, entra a far parte della tifoseria della scuola perché, parole sue, appena vede qualcuno che si impegna al massimo per fare qualcosa gli viene naturale tifare per lui. Si innamora di Marina, ma quando il suo fidanzato tornerà dall’America rinuncerà a rivelarle i suoi veri sentimenti capendo che Stefano è il ragazzo giusto per lei. Fa di tutto per risolvere i problemi altrui, proprio per questo trova tutti i giocatori necessari alla squadra di baseball arrivando persino a entrarvi lui stesso come lanciatore benché la sua passione principale sia fare il tifo.
Stefano (in originale Muraki Katsuhiko)
è il fidanzato di Marina, è più grande di lei e all’inizio della storia si trova in America, quando torna e va a fare visita alla fidanzata si accorge del legame che c’è tra Marina e Ricky e quindi decide di aspettare per chiedere in sposa la ragazza in modo che lei si possa decidere. Successivamente riparte di nuovo e nell’ultimo volume del manga spedisce una lettera a Ricky dicendogli che ha intenzione di tornare in America per chiedere in sposa Marina e di portarla via con sé.

## Sigla
La sigla dal titolo Questa allegra gioventù è stata incisa da Cristina D'Avena e utilizzata nella trasmissione su Italia 1. In seguito la serie è stata replicata su alcune syndication ed emittenti locali con le sigle giapponesi.

## Doppiaggio
Il doppiaggio italiano è stato eseguito presso lo studio Merak Film di Milano sotto la direzione di Maurizio Torresan. Curiosamente, gli attori Donatella Fanfani e Gabriele Calindri hanno doppiato due dei protagonisti di Prendi il mondo e vai, tratto da un manga dello stesso autore, Touch; sia le sembianze che l'ambientazione sono molto simili. Anche l'attore che presta la voce al protagonista maschile è lo stesso, Yūji Mitsuya.
| Personaggi           | Voce giapponese   | Voce italiana      |
| -------------------- | ----------------- | ------------------ |
| Marina (Kasumi)      | Yumi Morio        | Donatella Fanfani  |
| Ricky (Yuusaku)      | Yūji Mitsuya      | Gabriele Calindri  |
| Sandro (Seki)        | Hirotaka Suzuoki  | Marco Balzarotti   |
| Enzo (Shin)          | Kaneto Shiozawa   | Diego Sabre        |
| Stefano (Katsuhiko)  | Kazuhiko Inoue    | Raffaele Farina    |
| Mimmo (Makoto)       | Katsuhiro Nanba   | Aldo Stella        |
| Guidone (Takashi)    | Kobuhei Hayashiya | Donato Sbodio      |
| Irma (Chigusa)       | Kazue Komiya      | Rossana Bassani    |
| Preside              | Minoru Inaba      | Pietro Ubaldi      |
| Kitty (Keiko)        | Hiromi Tsuru      | Marcella Silvestri |
| Adriano (Sakamoto)   | Hideyuki Tanaka   | Stefano Albertini  |
| Momiage              | Ryusei Nakao      | Daniele Demma      |
| Igaguri              | Katsumi Suzuki    | Felice Invernici   |
| Regent               | Toshihiko Seki    | Massimiliano Lotti |
| Elisabetta (Enomoto) | Saeko Shimazu     | Karin Giegerich    |
| Maria                | Miina Tominaga    | Jasmine Laurenti   |
| Silvano (Shinichiro) | Shigeru Chiba     | Roberto Colombo    |
| Allenatore           | Koichi Kitamura   | Roberto Colombo    |

## Episodi
| Nº | Titolo italiano Giapponese 「Kanji」 - Rōmaji                                     | In onda           | In onda |
| Nº | Titolo italiano Giapponese 「Kanji」 - Rōmaji                                     | Giapponese        |         |
| 1  | Comincia una nuova vita 「初恋」 - hatsukoi                                       | 29 marzo 1987     |         |
| 2  | Nuovi amici di scuola 「海より愛をこめて」 - umi yori ai wokomete                 | 5 aprile 1987     |         |
| 3  | La cartolina 「からたち学園」 - karatachi gakuen                                  | 12 aprile 1987    |         |
| 4  | Il capitano 「新しい芽」 - atarashi i me                                          | 19 aprile 1987    |         |
| 5  | Il ritorno di Corrado 「奪われた魔力」 - ubawa reta maryoku                       | 26 aprile 1987    |         |
| 6  | Vecchi rancori 「再会の涙」 - saikai no namida                                    | 3 maggio 1987     |         |
| 7  | Una squadra tutta nuova 「面影の人」 - omokage no nin                             | 10 maggio 1987    |         |
| 8  | La gara di salto in alto 「サンタは何処に」 - santa ha doko ni                    | 17 maggio 1987    |         |
| 9  | La partita di baseball 「港が丘の決斗」 - minato ga oka no ketsu to               | 24 maggio 1987    |         |
| 10 | Lezioni di baseball 「学園の星」 - gakuen no hoshi                                | 31 maggio 1987    |         |
| 11 | Il concerto 「逃げないでジム!」 - nige naide jimu !                               | 7 giugno 1987     |         |
| 12 | Una lettera per Marina 「海のひびき」 - umi nohibiki                              | 14 giugno 1987    |         |
| 13 | La prima partita delle eliminatorie 「パパとデート」 - papa to deto               | 21 giugno 1987    |         |
| 14 | Doveri di manager 「さまよう青春」 - samayō seishun                               | 28 giugno 1987    |         |
| 15 | Una partita difficile 「明日に賭けるトランペット」 - ashita ni kake ru toranpetto | 5 luglio 1987     |         |
| 16 | Anche il tifo ha la sua parte 「制服はいやよ」 - seifuku haiyayo                  | 12 luglio 1987    |         |
| 17 | La sorpresa 「雪の夜に笛が聞える」 - yuki no yoru ni fue ga kie ru                | 2 agosto 1987     |         |
| 18 | Forti emozioni 「しぶきの中の二人」 - shibukino nakano futari                     | 9 agosto 1987     |         |
| 19 | Il primo bacio 「危険な年頃」 - kiken na nengoro                                  | 16 agosto 1987    |         |
| 20 | Vacanze al mare 「スチュワーデスとパイロット」 - suchuwadesu to pairotto          | 30 agosto 1987    |         |
| 21 | Una grigliata movimentata 「うそつき学園」 - usotsuki gakuen                      | 6 settembre 1987  |         |
| 22 | Il rivale 「誰かが呼んでいる」 - dareka ga yon deiru                              | 13 settembre 1987 |         |
| 23 | Scommettiamo 「即席キューピッド」 - sokuseki kyupiddo                             | 20 settembre 1987 |         |
| 24 | Cara marina 「あたしは誰なの?」 - atashiha dare nano ?                            | 27 settembre 1987 |         |
| 25 | Una serata in lavanderia 「山のかなたへ」 - yama nokanatahe                       | 4 ottobre 1987    |         |
| 26 | L’appuntamento 「いたずら王子」 - itazura ōji                                     | 11 ottobre 1987   |         |
| 27 | L'apparenza inganna 「赤いギャラック」 - akai gyarakku                            | 18 ottobre 1987   |         |
| 28 | Una notte tempestosa 「グランドの天使」 - gurando no tenshi                       | 25 ottobre 1987   |         |
| 29 | Tutti per il Baseball 「おねがいしま～す!」 - onegaishima ~ su !                  | 1º novembre 1987  |         |
| 30 | Come convincere un direttore 「人魚姫」 - ningyohime                              | 8 novembre 1987   |         |
| 31 | Il nuovo allenatore 「終点の王様」 - shūten no ōsama                              | 15 novembre 1987  |         |
| 32 | Un insolito allenamento 「生きているルル」 - iki teiru ruru                       | 22 novembre 1987  |         |
| 33 | Ricomincia il campionato 「子ジカ街を行く」 - ko jika machi wo iku                | 29 novembre 1987  |         |
| 34 | Un allenatore all’avanguardia 「ささくれの歌」 - sasakureno uta                   | 5 dicembre 1987   |         |
| 35 | Romeo e Giulietta 「社長七変化」 - shachō shichihenge                             | 12 dicembre 1987  |         |
| 36 | La festa di Natale 「命売ります」 - inochi uri masu                               | 19 dicembre 1987  |         |
| 37 | Il Quiz in TV 「はじめての口紅」 - hajimeteno kuchibeni                           | 26 dicembre 1987  |         |
| 38 | La prova di resistenza 「ジャングル番長」 - janguru banchō                        | 10 gennaio 1988   |         |
| 39 | La proposta 「マオ死なないで」 - mao shina naide                                  | 17 gennaio 1988   |         |
| 40 | La sfida di Kendo 「花嫁になる研究」 - hanayome ninaru kenkyū                     | 24 gennaio 1988   |         |
| 41 | Andiamo a sciare? 「めぐりあい」 - meguriai                                       | 31 gennaio 1988   |         |
| 42 | Avventura in montagna 「たったひとつの記録」 - tattahitotsuno kiroku              | 7 febbraio 1988   |         |
| 43 | Una vecchia foto 「幽霊がそこにいる」 - yūrei gasokoniiru                         | 14 febbraio 1988  |         |
| 44 | Una partita di allenamento 「絵のないアルバム」 - e nonai arubamu                 | 21 febbraio 1988  |         |
| 45 | La sfida 「日曜日のあいつ」 - nichiyōbi noaitsu                                   | 28 febbraio 1988  |         |
| 46 | Una decisione difficile 「妖怪の涙(前編)」 - yōkai no namida (zenpen)             | 6 marzo 1988      |         |
| 47 | La lettera 「妖怪の涙(後編)」 - yōkai no namida (kōhen)                           | 13 marzo 1988     |         |
| 48 | Festa d’addio 「また逢う日まで」 - mata au nichi made                             | 20 marzo 1988     |         |